# Championnats du monde de VTT marathon 2013
Navigation
2012 2014
Les championnats du monde de VTT marathon 2013 ont lieu à Kirchberg in Tirol en Autriche le 29 juin 2013.

## Classements

### Hommes
| Pos | Nom                           | Pays      | Temps             |
| --- | ----------------------------- | --------- | ----------------- |
| 1   | Christoph Sauser              | Suisse    | 4 h 30 min 13 s 1 |
| 2   | Alban Lakata                  | Autriche  | + 0 min 4 s 8     |
| 3   | Leonardo Páez                 | Colombie  | + 3 min 12 s 1    |
| 4   | Kristian Hynek                | Tchéquie  | + 9 min 30 s 4    |
| 5   | Urs Huber                     | Suisse    | + 9 min 47 s 9    |
| 6   | Tiago Jorge Oliveira Ferreira | Portugal  | + 10 min 24 s 6   |
| 7   | Lukas Buchli                  | Suisse    | + 11 min 7 s 3    |
| 8   | Karl Platt                    | Allemagne | + 11 min 36 s 8   |

### Femmes
| Pos | Nom                    | Pays        | Temps             |
| --- | ---------------------- | ----------- | ----------------- |
| 1   | Gunn-Rita Dahle Flesjå | Norvège     | 4 h 35 min 30 s 3 |
| 2   | Sally Bigham           | Royaume-Uni | + 3 min 48 s 5    |
| 3   | Esther Süss            | Suisse      | + 7 min 19 s 3    |
| 4   | Annika Langvad         | Danemark    | + 11 min 26 s 4   |
| 5   | Blaza Klemencic        | Slovénie    | + 12 min 32 s 9   |
| 6   | Tereza Hurikova        | Tchéquie    | + 12 min 57 s 3   |
| 7   | Ariane Kleinhans       | Suisse      | + 17 min 4 s 6    |
| 8   | Michalina Ziolkowska   | Pologne     | + 19 min 0 s 1    |